# ポール・パットン
ポール・エドワード・パットン（英語：Paul Edward Patton、1937年5月26日 - ）は、アメリカ合衆国の政治家、実業家。第51代ケンタッキー州知事を務めた。1992年にケンタッキー州憲法を修正したことで、約200年振りに連続して2期を務めた州知事となった2010年初期から、パイクビルにあるパイクビル大学の学長を務めており、2009年から2011年までケンタッキー州高等教育委員会の議長も務めた。
1959年にケンタッキー大学を卒業した後、20年間炭坑を経営して裕福な実業家になった。1970年代後半に炭坑の持ち株の大半を売却して政界に入り、ジョン・Y・ブラウン・ジュニア州知事の閣僚を短期間務め、州民主党の議長となった。1981年、パイク郡の郡判事執行役に選出された。1987年に副知事に立候補して落選したが、次の1991年には当選し、ブレレトン・ジョーンズ知事の下で副知事と経済開発長官を同時に務めた。
その4年後に共和党のラリー・フォージーを破って州知事に当選した。知事として1期目の主要な業績は、州立コミュニティ・カレッジと工業学校をケンタッキー大学とは独立にし、それらをケンタッキーコミュニティ・工科カレッジ体系に組み込むなど、高等教育機関を点検したことがあった。1999年の再選を求めた選挙では大した抵抗もなく再選されたが、その直ぐ後で、民主党上院議員2人が共和党に鞍替えし、史上初めて共和党が同院の多数派となった。パットンの1期目を成功に導いた1990年代の好況は、2000年代初期の不況で萎んだ。敵対的な議会と切迫した経済予測に直面し、パットンは2期目には重要な法案の多くを法制化することができず、2002年には婚外情事や利益のためのセックスとされるスキャンダルが暴露され、その立場が悪化した。パットンは当初この情事を否定していたものの、のちにはそれを認めた。それでもその地位を使って女性の利益になることを提供したことについて否定を続けた。その任期の後半で、ケンタッキー州の選挙資金法に違背して告発された政治的助言者4人に恩赦を出したこと、さらに権限を使った人事を悪用したとされたことで攻撃された。これらスキャンダルが続いたことで、それ以上の政治的大志を追求できなくなった。

## 初期の経歴
1937年5月26日にケンタッキー州フォールズバーグにて、室内には水道・電気・電話も無い改装されたサイロで誕生した。父はウォード・パットン、母はイレーヌであり、その3人の子供達の中で唯一の男の子だった。教師だった父は毎年のように異なる学校に赴任させられたので、家族は引っ越しが多かった。父がパイク郡の鉄道会社に雇われたとき、子供達の学校が終わるまで妻がフォールズバーグに残るということで、夫婦の間に合意ができた。パットンは生まれ故郷の教室が４室だけのフォールズバーグ小学校に通った。4Hクラブで活動し、大衆に向かって話す能力を身につけて行った。1951年、ルイーザ市のルイーザ高校に入学した。優等生であり、演劇部に入り、アメリカンフットボールと野球の選手となり、上級生のときは級長だった。1955年、73人いた同級生の中で3位の成績で卒業した。
高校を出ると、ケンタッキー大学に入学し、1956年に学生自治会の役員になろうとしたが落選した。2年生を終えた後、フロイド郡の炭坑運営者の娘キャロル・クーリーと結婚した。この夫婦にはニッキとクリストファーという2人の子供が生まれた。パットンは大学を終えるために義父から金を借り、1959年には機械工学分野で工学士の資格を得た。後にルイビル大学から公共事業の名誉博士号を贈られた。

## 石炭産業での経歴
パットンは大学卒業後、義父のために日雇い労働者として働いた。1961年、バージーに移転し、義兄弟と共に炭坑会社を立ち上げた。1972年、シャパラル石炭会社を買収し、1973年の石油危機から生じた石炭ブームにのって非常に金持ちになった。石炭産業の指導者となり、ケンタッキー州石炭協会の理事を務め、全米独立炭坑運営者協会の理事長となり、ケンタッキー州深堀安全委員会の委員になった。連邦政府の1969年炭坑健康安全法を「問題の診断は正しいが、治療法の処方は間違っている」と非難した。1976年までに全米独立炭坑運営者協会の会長になっていた。イースタンマウンテン炭田の採炭方法を実質的に終わらせることになる、傾斜角度20度以上の斜面での露天掘りを禁止する連邦規制に抗議し、州の石炭環境税にケンタッキー州の炭坑に課された経済的不利を嘆いた。
パットンは労働組合に関わる炭坑運営者の大半と比べて穏健だと見なされていた。坑夫達の大半は組合に組織化されてはおらず、入っている者も対立的なアメリカ鉱業労働者連盟よりも南部労働者同盟に加入していた。シェルビーギャップのアメリカ鉱業労働者連盟の組合員は、パットンが1970年代後半にピックアップトラックで、ピケラインにいるストライキ中の坑夫を抜き取っていったことで逮捕されたと言っていた。地元の警察はこの事件について何も記録を残しておらず、パットンに対する逮捕令状や実際の逮捕の記録は無い。
1976年10月18日、パットンは自分達の結婚が取り返しのつかないほど壊れたとだけ言って、キャロル・クーリーとの離婚訴訟を起こした。1977年2月25日に離婚が成立した。その年の後半、パットンは自分のケンタッキー・ルクホーン鉱山の秘書でパイクビル出身のジュディ・ジェイン・コンウェイと再婚した。1973年、コンウェイは最初の夫であるビル・ハーベイ・ジョンソンと離婚していた。前夫との間には2人の子供があった。

## 政歴
パットンは州上院議員ケルシー・フレンドから政治の世界に導かれ、フレンドがパットンを1972年民主党全国大会の代議員にした。フレンドはウォルター・"ディー"・ハドルストンのアメリカ合衆国上院議員選挙のために資金を集めることも説得した。
石炭ブームが萎み始めたので、パットンは1978年に石炭会社の持ち株の大半を売却した。1978年9月20日、マディソンビルで、ケンタッキー州第1選挙区選出のアメリカ合衆国下院議員で、パットンの友人の仲間であるキャロル・ハバードと会った後、1979年の州知事選挙に出馬することを検討し始めた。しかし、5月の予備選挙までに選挙運動を組織化する時間が無いと判断することになった。パットンはハバードの支持を失いつつあると考えていることを示す文書が「パデューカ・サン」に漏れた。パットンは予備選挙でテリー・マクブレイの選挙運動に加わり、マクブレイが落選した後は、民主党公認候補になったジョン・Y・ブラウン・ジュニアを当選させるために働いた。ブラウンは当選し、パットンは交通省の長官補に指名された。ブラウンが石炭環境税を提案し、これに抗議するためにわずか3か月でその職を辞した。
1981年後半、ブラウンがパットンにケンタッキー州民主党の副議長になるよう求めてきた。パットンはヘンダーソン出身のデイル・サイツの下に仕えることになった。ブラウンは続いてパットンに計画の変更があったことを伝えてきた。ブラウンは自分の父、元アメリカ合衆国下院議員のジョン・Y・ブラウン・シニアをサイツの代わりに議長に据えることに決めていた。ブラウンの助言者が、それは政治的に問題になることを認めさせた。最終的にブラウンはパットンを議長に据え、元州知事ルビー・ラフーンの娘ジューン・テイラーを副議長に指名した。サイツが議長の最有力候補だったので、その発表は政治評論家の大半を驚かせた。パットンは1983年まで議長を務めた。その職にある間にテイラーから政治について多くを学び、ルイビルのアンドリュー・"スキッパー"・マーティンに紹介された。マーティンは後に重要な助言者かつ同盟者になった。

### パイク郡判事執行役

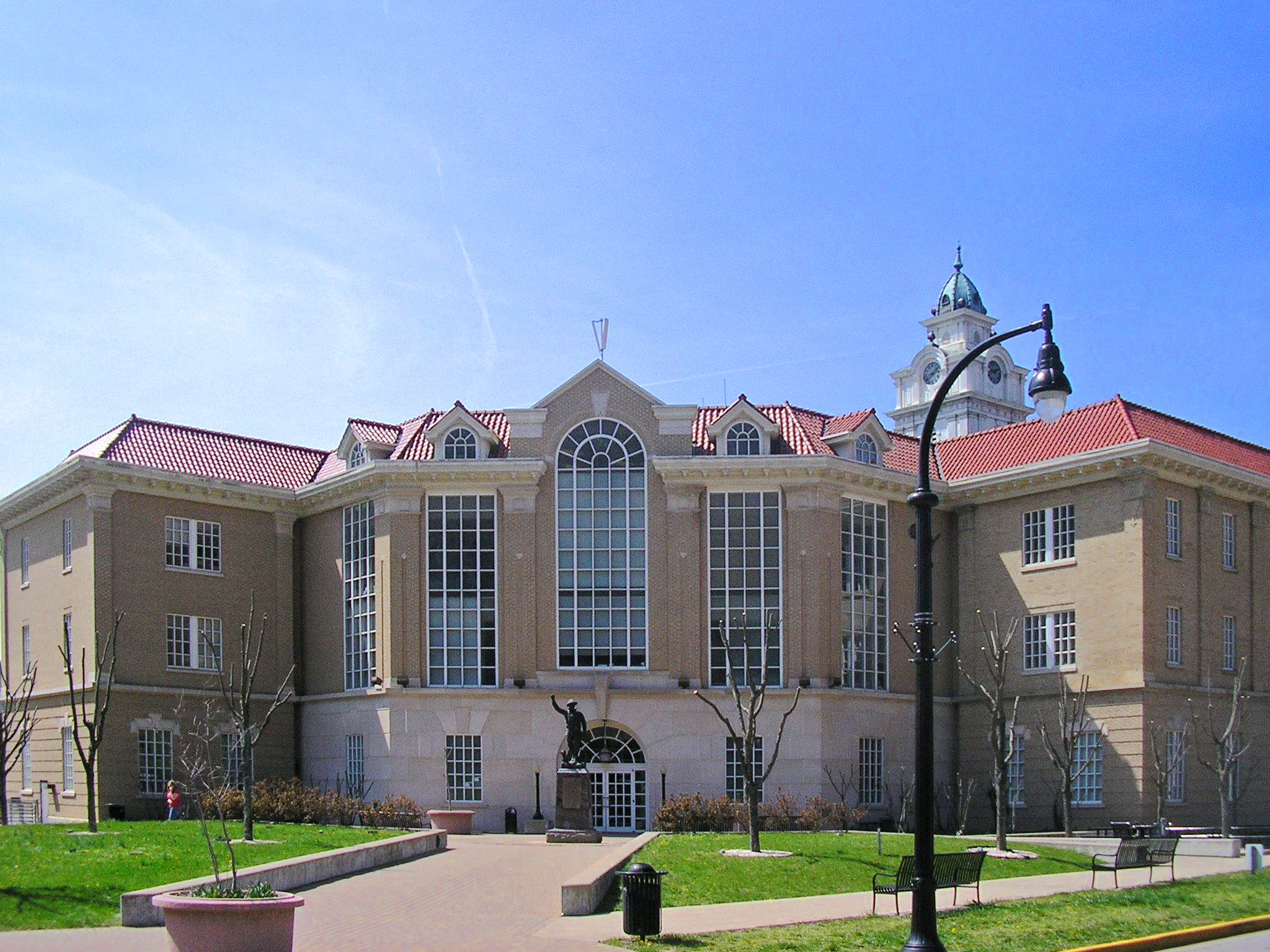
パイク郡庁舎、パットンの下で500万ドルの改修が行われた

1981年、パットンはパイク郡の郡判事執行役の選挙に出馬した。民主党予備選挙で公認を得る過程で、現職のウェイン・ラザフォードを191,252票対49,000票で破った。本選挙では共和党の候補者ジム・ポリーに対して、総投票数の75%以上を獲得して当選した。
パットンはその当選から6か月以内に、郡内ではびこっていたゴミの不法投棄と戦うために、州内初の強制的ゴミ収集計画を郡全体で始めた。この計画でパットンは州全体から注目された。1985年にパットンが再選を求めたとき、民主党予備選挙では再度ラザフォードと対戦した。ラザフォードはゴミ収集計画を取り上げ、当選したらそれを廃止すると公約した。幾つかの郡住人はゴミ収集のための強制費用に不満だったが、合法的なゴミ捨て場が減ってきていたので、多くの住民はゴミ収集計画の恩恵を認めるようになっていた。ラザフォードの姿勢はかえって逆効果になった可能性がある。パットンは予備選挙に再度勝利し、本選挙でも当選した。しかしどちらの場合も1981年の選挙よりかなり少ない票差になっていた（予備選挙では2,524票差、本選挙では3,916票差）。
パットンの2期目は石油リサイクル計画を開始し、デイケアセンターにおける母子家庭の母に対する事業計画を確立した。新しい監獄の建設と、500万ドルをかけた郡庁舎の改修を監督した。郡では初の製造工場を誘致し、地区倉庫から市民に砂利、配水管、橋板を分け与える慣習を止めさせた。その他の判事執行役の優先事項の中には、地方道の建設と施設の再生があった。
1987年に副知事選挙に出馬した。混戦だった予備選挙では、当選したブレレトン・ジョーンズ（189,058票）、2位の検事総長デイビッド・L・アームストロング（147,718票）に次いで3位（130,713票）だったが、州上院議員のデイビッド・ボスウェルや公衆指導監督官アリス・マクドナルドよりは上位になった。その時点まででケンタッキー州でも最も金のかかる予備選挙となり、パットンはその個人資産から200万ドル以上を遣ったが、300万ドル以上をつぎ込んだジョーンズの方が上回っていた。1979年の副知事候補マーサ・レイン・コリンズが遣ったのは14万ドル、1983年のスティーブ・ベッシャーは25万ドルだったので、如何に金が必要だったかが分かる。
パットンは落選した後にパイク郡に戻った。1989年、判事執行役に3選された。このときは3人が立った予備選挙で70パーセント以上を得票し、本選挙でも3対1に近い大差で当選した。パットンは即座に1991年の副知事選挙に向けて準備を始めた。選挙戦の初期では、パットンの炭坑では坑夫達が南部労働者同盟に入っていたので、アメリカ鉱業労働者連盟がパットンをうるさく攻撃した。スキッパー・マーティンがパットンをトラック運転手組合の指導者に紹介し、パットンは彼らと協力してパイク郡の労働者を組合に入れた。ケルシー・フレンドとも協力して、経済的に落ち込んだ田園部にある会社を財政的に支援するケンタッキー州田園経済開発法を通した。

### 副知事
パットンは1991年に再度副知事に挑戦した。民主党予備選挙には7人が出馬して混戦となり、最有力候補はルイビル出身の検事総長フレッド・コーワンだった。その他の候補には元知事マーサ・レイン・コリンズの息子スティーブ・コリンズ、元下院議長のボビー・H・リチャードソンがいた。予備選挙投票日の数日前、コーワンの検察が刑事事件の捜査を行っている会社から、コーワンの選挙事務所が資金を求めていたことが報告された。パットンは146,102票対 104,337票でコーワンを破り、公認指名を得た。
本選挙では、共和党のユージーン・ゴスと対戦した。ゴスは、パットンが当選すれば、次の選挙で知事職を求めることになると公言していることで批判した。ゴスは当選しても知事職を求めないと言い、副知事の職を知事への一里塚として使うことは副知事職とその権限に対する裏切り行為であると主張した。ゴスは伝統に捕らわれない選挙戦を行い、個人からの献金を300ドルに制限し、テレビでコマーシャルを打つことを拒否した。投票結果ではパットンが514,023票、ゴスが250,857票とパットンが大勝した。
パットンは副知事に当選したときに、パイク郡判事執行役を辞任した。1991年州議会では上院の議長を務め、シートベルト強制法の票決が19対19の賛否同数となったときに、反対票を投じた。上院の議長を務めた最後の副知事となった。1992年のケンタッキー州憲法修正により、上院議長という新しい地位が作られ、副知事から議長の任務が外された。
1991年11月、ブレレトン・ジョーンズ知事がパットンを経済開発省長官に指名し、指名閣僚を務める最初の副知事になった。この職にあって、優遇税制を使って新しい企業を州内に誘致することを奨励した。「レキシントン・ヘラルド・リーダー」のジャーナリスト、ビル・ビショップがこれら優遇策を批判し、パットンは低賃金の仕事を誘致するためにそれを使うことが多すぎると言った。これに反応してパットンは一連の随筆を書き、新聞に発表することはなかったものの、後に『ケンタッキー州の経済開発へのアプローチ』と題する1冊の書に纏めた。またケンタッキー州の経済開発の動きを再編成し、新開発優遇計画4件を採用させ、ケンタッキー州経済開発協力機構を設立した。

### 1995年州知事選挙
1995年に副知事の任期が明けるのを前にして、パットンは州知事選挙に出馬すると表明した。1992年のケンタッキー州憲法修正の後で、1995年州知事選挙は幾つかの点で新しくなった。州知事と副知事が組み合わせで選出されるのはケンタッキー州始まって以来のことになった。予備選挙では、どの候補も総投票数の40%に満たないときは、上位2人の決選投票を行うことになった。最も重要なのは、当選者が4年後にさらに1期再選を求められるということだった。ジョーンズ知事の下で成立した選挙資金改革の結果として、候補者は公的選挙資金を受け取り、選挙費用に上限が設けられることで、裕福な候補者の利点を消した。
パットンはルイビルの外科医で郡コミッショナーのスティーブ・ヘンリーを副知事候補に選んだ。民主党予備選挙で主要な対抗馬は、州務長官ボブ・バベッジとケンタッキー州上院議長代行のジョン・"エック"・ローズだった。現職知事のブレレトン・ジョーンズは公式にパットンの肩を持たなかったが、ローズはジョーンズをパットンの「庇護者」と呼んだ。ローズは、ジョーンズと同様にパットンが問題に対して厳しい姿勢を採らないことを問題にした。1991年の選挙でジョーンズに与えられたニックネームを引き合いに出し、「あなた方がジェル・オーのジョーンズを好むなら、プディングのポール・パットンを愛する位置にいることになる」と言っていた。ローズにとって特に鼻持ちならなかったのは、パットンが公務員について団体交渉権を支持していたが、次の1996年議会ではそれについて戦うつもりはないと宣言していたことだった。バベッジとローズは政治のベテランであり選挙上手だったが、パットンは予備選挙で152,203票を獲得し、総投票数の40%以上も確保して決選投票を回避した。バベッジが81,352票で2位、ローズが71,740票で3位だった。他の2候補が残り33,344票を分け合うことになった。
パットンは負け犬という認識で本選挙戦に入った。その前年に共和党がアメリカ合衆国議会両院の多数を確保しており、ケンタッキー州議会の多数派も数十年振りに共和党だった。州民主党は下院議長ドン・ブランドフォードなど議員の多くを、政治的汚職で刑務所に送り込んだボップトロット作戦の捜査により弱っていた。過去24年間、民主党が州政府を支配していたが、「変化の時」という議論が有権者を動かすことをパットンは恐れた。
パットンの対抗馬、共和党のラリー・フォージーは自身をキリスト教右派に位置づけたことで勢いを削がれ、特にルイビルの二大政党中道派と疎遠になった。1990年にウォレス・ウィルキンソン政権で成立したケンタッキー州教育改革法にも公然と反対した。教育改革法の共和党支持者が共和党の選挙陣営を抜け出し、教育改革法を支持する二党連衡を形成することになった。組織労働者やアフリカ系アメリカ人のように伝統的に民主党の票田はパットン支持についた。さらにフォージーの勢力を弱めたのは、アメリカ合衆国議会で高齢者に影響する計画のために共和党が予算削減したことを、パットンが有権者に思い出させたことだった。投票結果ではパットンが500,787票を獲得し、フォージーの479,227票を上回った。ケンタッキー州知事選挙では32年振りの接戦となり、1959年にバート・コームズが当選して以来の東ケンタッキー出身知事となった。

### 州知事1期目（1995年–1999年）
パットンはその政権早期に教育改革法を法制化する野望があったが、その財政助言者ジェイムズ・R・ラムジーが最初の会期には保守的な予算を提案するよう説得した。この二人は州政府を近代化し、より効率的なものにする計画を策定した。州職員は効率増について警戒心を抱いており、職員数を減らすための婉曲表現だと考えた。パットンは強制的な解雇は行わないことを約束して、その不安を一掃した。パットンはまた効率改善を実現させるために装置や手続きに推計1億ドルを投資することに、議会を説得する難しさを予測してもいた。しかし、経済専門家が1996年の歳入超過を予測すると、パットンはその超過分の半分を投資計画に使い、それと引替えに残り半分を政府効率改善手段のためにつかうことに合意した。息子のクリスの推薦により、パットンは技術部を結成し、州の計算機システムの互換性と相互運用性を改善させた。2,330万ドルの投資は3億ドルの利益を生んだ。パットンの効率改善計画が全て実行されたときまでに、州は初期投資1ドルにつき75セントを回収できるようになっていた。
1996年12月、パットンは特別会期を招集して、労働者災害補償改革の問題を審議させた。パットンも州議会も州法の下で提供される寛大な給付金が州内の事業には好ましくない環境を作ってきたと考えていた。この特別会期で採択された改革法は、塵肺に罹った炭坑労働者も含め、給付金のかなりの減額だった。パットンがこのやり方を支持したことで、特に東ケンタッキーの炭田地帯の労働者指導者とは疎遠になった。彼らは以前にその強力な支持者だった。この法が執行されると、パットン自身も行き過ぎたことを認め、労働省長官が組織労働者の代表と共に、法律の変更を起案することになった。それらの修正は最終的に2002年の州議会で成立した。

#### 教育改革
1997年議会では、州の高等教育体系を改革する使命の実行を始めた。州立のコミュニティ・カレッジがケンタッキー大学の支配下に置かれていることに注目し、州政府の支配下にある工業学校は同じ町内で互いに競合していることが多いこともあり、コミュニティ・カレッジを大学の支配下から外すことを提案した。この計画の一部は、工業学校をカレッジに昇格させ、卒業証書や資格証明書だけでなく、准学士の付与を認めることだった。コミュニティ・カレッジと工業カレッジの統制は新しい機関であるケンタッキー・コミュニティ・工科カレッジ体系に任されることになった。パットンは、ケンタッキー大学からコミュニティ・カレッジを分離することで、国内研究型大学「上位20傑」にも入るような資源の再配分ができると考えた。この計画には、ルイビル大学を全国的に認知される都市型大学に変えさせることも含まれていた。州の高等教育委員会は、カレッジの間でプログラムの重複を除去し、州立主要2大学の改善を監督することとされた。さらに高等教育委員会はケンタッキー州のカレッジや大学で提供される学習機会について、距離の壁を取り去る情報センターとして、「州立バーチャル大学」の形成を監督した。高等教育委員会の新しい委員長ゴードン・K・デイビースは、元ケンタッキー大学工学部教授であり、データービーム社共同設立者リー・T・トッドに、ケンタッキー・バーチャル大学（現在のケンタッキー・バーチャル・キャンパス）とケンタッキー・バーチャル図書館を創設した遠距離学習タスクフォースを主宰させた。またケンタッキー州教育省と共同でケンタッキー・バーチャル高校（現在のケンタッキー・バーチャル学校）を創設させた。パットンの計画は1997年ケンタッキー州高等教育改善法に纏められ、ハウス・ビル1号と名付けられた。
ハウス・ビル1号は州内の小さな地域大学には支持されたが、即座にケンタッキー大学学長チャールズ・T・ウェシントン・ジュニアの怒りを買った。ウェシントンは学長になる前に、コミュニティ・カレッジ体系を管理していた。コミュニティ・カレッジの大半とその町の有権者もその計画に反対した。大学とコミュニティ・カレッジはその計画への反対を奨励する広告を打った。パットンはこれらの広告を「ケチだ」と言っていた。ケンタッキー州下院の指導者であり、以前は独立的コミュニティ・カレッジ体系の提唱者だったグレグ・スタンボがこの計画に対する反対を表明したときに、パットンは失望した。スタンボは東ケンタッキーの炭坑町プレストンズバーグの町の代表であり、労働者災害補償法の改正について彼がまだ怒っているのだと推測した。プレストンズバーグにはプレストンズバーグ・コミュニティ・カレッジがあった（現在のビッグサンディ・コミュニティ・工科カレッジ）。その反対に直面したパットンは、ケンタッキー州議会の両院で多数を確保できたと確信できるまで個々の議員との交渉を続けた。その後に計画を前に出して議会を通過させることができた。
この勝利に加えて、その他の高等教育手段も成立させることができた。1998年議会では、州内の大学が特別プロジェクトのために研究者を指名して雇うことのできるための基金、研究挑戦信託基金の資金を手当てするために１億ドルの債券発行を提案した。この計画は後に「バックス・アンド・ブレインズ」と名付けられ、大学には基金の金額と同評価額の資源を活用させることを求めている。1998年議会ではケンタッキー州教育優等生奨学金プログラムのための資金も承認した。これはケンタッキー州宝くじの利益を奨学金のための特殊基金に組み入れるものである。この奨学金を得るために、学生は高校で平均評価点2.5以上を上げ、ケンタッキー州のカレッジあるいは大学に入学する者である必要がある。奨学金は、高校の学年、カレッジ入学試験の成績、などの要素にスライドして決められ、カレッジでの成績が奨学金の総額に影響し、カレッジの8つの学期で更新される。
パットンの教育改革は高等教育にのみ留まらなかった。ケンタッキー州教育改革法にも変更を求めており、法そのものを骨抜きにせずに批判を和らげることが意図された。ケンタッキー州教育改革法に関する大きな苦情は、国内他地域に比較した進度を判断するために、他州での成績と比較することができないことだった。上院でこの法に反対する者は、よりましな方法が考案されるまで試験を除外する法案を通した。下院では、より穏健な方法が提案され、生徒が全国平均と比較できるような試験制度の要素を追加することだった。パットンは下院の案を支持し、それが協議会から提案され法制化された。パットン内閣がケンタッキー州教育改革法を強く支持したことで、パットンの任期中に議会から重大な異議申し立ても出てこなかった。唯一の例外は、2000年に議会が教師の雇用に関して反縁故主義規定を撤廃しようとしたことだった。この法案は両院を通過したが、パットンが拒否権を行使した。
高等教育改革法が通ったことで、パットンは1997年から1998年まで南部地域教育委員会の議長に選ばれた。1999年には州間教育委員会の議長に選ばれた。その他の教育関連組織もパットンの指導を求めた。全国教育ゴールズ・パネルの議長を務め、アメリカ合衆国教育長官からは高校上級生を研究する委員会の指導者に選ばれた。
1998年議会で、州は2億ドルの歳入超過となった。パットンはこの超過分を議会の同盟者に配分でき、その提案に対するかなりのてこ入れとなった。ある議会指導者は、「金がかなりの沈黙を買っている」と語っていた。議員達はパットンが1999年に再選される可能性を恐れて、政権に反対することを躊躇してもいた。その結果、厳格な刑事犯罪法、改良経済開発計画、メディケイドの改良、高等教育体系の更なる改革など1998年の大変大望ある法制化案件の承認を得ることができた。パットンはまた、歳入超過分の幾らかを使って公立学校の学級にコンピュータを配った。パットンが教育に関わること大だったので、ケンタッキー州は公立学校の各学級がインターネットに接続されたことでは、国内初の州になった。これを一旦達成してしまうと、パットンは教育省長官のエド・フォードにケンタッキー・バーチャル高校の開発を託した。これは州内の小さな学校の生徒が、大きな高校でのみ提供される外国語などの学科を受けられるようにする遠隔教育体系である。このバーチャル高校は2000年1月にオンラインで結ばれた。
パットンの教育綱領の最後の羽目板は成人教育の改良だった。この問題は政敵である共和党上院議員デイビッド・L・ウィリアムズとの協業も可能にした。ウィリアムズは1997年から成人教育のための追加資源を提唱していた。1998年、パットンは成人教育タスクフォースの音頭を自ら執り、その18か月後にはタスクフォースの推薦がウィリアムズの提案した法案に盛り込まれた。この法案は成人教育の資金を増加し均質化しており、個々のプログラムによって成功した業績に継続資金を結びつけるものであり、議会の両院を全会一致で通過した。2003年までに、総合教育開発を修了した成人の数は17%増加し、カレッジに入学した受講者の数も13%から18%まで上がった。

#### 刑事司法改革
パットンの政策にはケンタッキー州の少年司法体系の改革も入っていた。前任者ブレレトン・ジョーンズの下で、少年犯罪者の収容と待遇の仕組みの故に、ケンタッキー州は国内でも2州だけ連邦の助成を得る資格のない州の1つだった。アメリカ合衆国司法省が上げた問題点の中に、州職員による少年の虐待や、少年と成人犯罪者を分けて収容できないことが挙げられていた。ジョーンズ知事はこの状態を改善するために同意判決を選んだが、その条件にしっかりと対応できる前に任期が明けてしまった。パットンは少年犯罪者を扱う州職員の強制訓練を実施させ、少年が虐待を匿名で報告できるホットラインを設定することで、条件以上のものに進めた。少年受刑者の収容を地方の町から州に責任を移し、新しく少年収容所9カ所を建設した。2001年1月、アメリカ合衆国司法長官ジャネット・リノが、ケンタッキー州の少年司法体系は国内のモデルになると宣言した。
しかしパットンは少年司法体系だけで留まらなかった。暴力犯罪者はその判決の85%以上を服役することを求め（以前は50%だった）、一方判事は初犯の非暴力犯罪者には家庭収監も検討することを求める法の成立を奨励した。この法案は判事が刑法犯に釈放無しの終身刑を宣告することも認めた。以前では釈放無しの25年間禁固が、死刑の次に厳しい量刑だった。この法案は1999年に議会を通過した。

### 1999年州知事選挙
前任知事ブレレトン・ジョーンズの時に有効になった憲法修正によって、パットンはおよそ200年振りに2期連続で州知事を務める資格がある者となった。1796年から1804年まで第2代州知事ジェイムズ・ゲアリドが2期連続で務めていたが、1799年の州憲法により、彼より後の知事は連続した任期を務められなくなっていた。1796年、ゲアリドは選挙人によって選ばれており、選挙民によって選ばれたわけではなかった。よってパットンはケンタッキー州で初めて州民によって選ばれ連続2期を務めた知事になった。
民主党予備選挙でパットンの対抗馬はいなかった。共和党はペピー・マーティンを指名してきたが、多くの者は弱い候補者だと考えた。実際にパットンの古い政敵である共和党のデイビッド・ウィリアムズは、マーティンではなくパットンに投票すると宣言したくらいだった。本選挙ではパットンが352,099票を獲得し、総投票数の60.6%だった。マーティンは128,788票に終わり、第3の候補者ゲイトウッド・ガルブレイスに88,930票が投じられた。共和党が何故このように弱い候補者を選んだかを訪ねられたパットンは、「彼らは私を破れないと誤った考え方をした。彼らは誤ったのだ。」と語った。

### 州知事2期目（1999年–2003年）

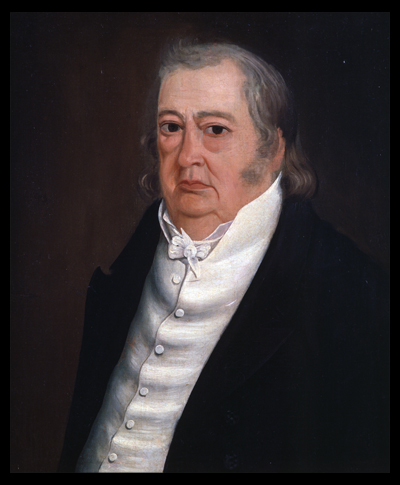
ジェイムズ・ゲアリド、パットンの前に州知事を連続2期務めた唯一の人物

1999年州知事選挙の後、ルイビル出身の上院議員ダン・シュームは、州営宝くじ、ケンタッキー州教育改革法、人工中絶に反対したことなど自分の投票した歴史を顧みて、支持政党を民主党から共和党に変えると宣言した。この党籍変更をパットンが知ったのが遅すぎて干渉できず、上院の議席数は民主党と共和党で同数になった。その6週間後、パデューカ出身の上院議員ボブ・リーパーも党籍変更を発表した。パットンはパデューカに行ってリーパーと会ったが、民主党に留まるよう説得できなかった。リーパーは民主党上院議長のラリー・サンダースと喧嘩した歴史があったが、その党籍変更はシュームの場合と同様、政治哲学に基づくと主張した。リーパーの党籍変更で、共和党は上院の多数派となり、これはケンタッキー州上院の歴史で初めてのこととなった。デイビッド・ウィリアムズが上院議長に選ばれ実質的な共和党の過半数を維持した。その結果、捩じれた州議会を相手に、パットンはその政策を通すためには難しい任務に直面することになった。
ウィリアムズとパットンの間の溝は、1999年州予算に関する交渉の間に恒久的なものになった。パットンはウィリアムズに、ガソリン税を1ガロン当たり7セント課し、そのうち1セントは最も舗装が進んでいない郡の道路に、すなわち過去の民主党知事によって無視されていた共和党支持の強い郡に回すと提案した。ウィリアムズはパットンに、その増税に対して上院で10票を持っていると伝えたと、パットンは言っていた。しかし、この法案が上院で票決に掛けられる前にガソリン価格が急上昇し、下院が増税を通した後でウィリアムズは約束した票を確保できなかった。パットンの内閣と共和党の重要な上院議員がパットンの予算案を成立させる妥協案に達し、税率の変更は大半が中立的になった。しかしパットンはウィリアムズが判断を誤らせるように仕組んだと考えたので、二人が和解することは無かった。
パットンと議会を対立させたもう一つの問題は、タバコマスター解決合意からの連邦資金をどう遣うかということだった。この解決合意のケンタッキー州に対する分け前は25年間で総額35億ドルだった。タバコはケンタッキー州の大きな換金作物であるので、パットンは解決額の半分は州内農家の作物の多様化に遣うべきと提案した。その金の4分の1は健康管理と反喫煙運動に遣うこととした。残り4分の1は幼児期の保育と教育に回すこととした。パットンの娘ニッキは幼児期教育に携わる者であり、彼女にとって重要なことだった。
2000年11月、ケンタッキー州の選挙民が憲法修正を承認し、奇数年には短い期間の会期、偶数年には長い期間の会期を開催するようになった。2000年と2001年の会期では、パットンの提案したことの大半が廃案になった。1期目にパットンの計画を支える豊富な資金を提供した経済好況が2001年には鈍化し、2002年には州予算が8億ドルの歳入不足になった。2002年、州議会の共和党は経済対策として公営選挙資金提供を止めるよう要求した。共和党はそれを「政治家に対する福祉施策」と呼び、それを廃止することで州は3,000万ドルを節約できると推算した。最終的にこの問題は通常会期中に2年分予算を頓挫させた。2002年4月パットンは予算を承認させるために特別会期を招集したが、議会はそれでも合意できなかった。ケンタッキー州の歴史で初めて会計年度が予算無しに始まることになった。このことでパットンは予算無しに1年間州政府を運営させられることになった。
この予算以外に2002年会期で成立しなかった法案には、少年から死刑を外す法案があった。少年に死刑判決を下した前例は、1989年にアメリカ合衆国最高裁判所で「スタンフォード対ケンタッキー州事件」に出した判決であり、ケビン・スタンフォードは、1981年にジェファーソン郡のガソリンスタンド従業員に対して強姦、ソドミー、殺人の罪で処刑されうると裁定したものだった。犯行のときにスタンフォードはまだ17歳だった。2003年、パットンはスタンフォードの判決を減刑すると発表した。パットンは実際に1997年と1999年に成人の処刑を監督しており、1962年以来の処刑を実行させた知事となった。

#### ティナ・コナーとのセックス・スキャンダル
パットンの立場は既に非協力的な議会によって難しくなっていたが、2002年に、1期目でティナ・コナーという女性と婚外情事に及んだことが暴露されて、さらに悪化することになった。コナーに拠れば、ケンタッキー州クリントンのバーチツリー・ヘルスケア老人介護施設の経営者であり、その関係は1999年に終わったが、パットンは2001年10月に彼女が完全に情事を終わらせるまで、彼女に電話をかけ続けた。パットンは当初その情事を否定した後、2002年9月20日、ケンタッキー歴史センターでのテレビ放送された記者会見で、それを涙ながらに認めた。この話でパットンは州と全国の冷笑の対象とされ、ジェイ・レノのテレビ番組『ザ・トゥナイト・ショー』でジョークの種にされた。「ルイビル・クーリエ・ジャーナル」はパターソンの辞任を要求し、かれは「道徳の権威者として人を導くには傷を受けすぎており、競い合う政治家としてあまりに力が無い」と言っていた。
コナーは、情事が続いている間、パットンが老人介護施設について規制上有利な手配をしていたと語った。コナーが情事は終わったと言った後の2か月で、バーチツリー・ヘルスケアは州の規制官から健康と安全に関する規則について多くの違反があると言われた。2002年7月までに、州はこの施設へのメディケアとメディケイドの全ての支払いを止め、間もなく破産に追い込んだ。コナーはさらに、バーチツリーに対する州の捜査は彼女が情事を終わらせたことに対するパットンからの報復だと言った。コナーは、別の件で、パットンが彼女の所有する建設会社を助け、不利益な事業としての認証を得させたので、州の契約に対する入札ではこの会社が特に有利になったと主張していた。
この情事はパットンの結婚生活にも重荷となった。妻のジュディは州知事公邸で別の棟に住むようになったと報告され、パットンと一緒に大衆の前に現れるのも稀になった。パットン内閣の重要閣僚も辞任し始めた。財政助言者のジェイムズ・ラムジーはルイビル大学学長になるために内閣を離れた。検事総長ジャック・コンウェイは2002年アメリカ合衆国議会選挙で現職下院議員アン・ノーサップに挑戦するために辞任した。2003年1月、内閣秘書官クリット・ルアレンも辞任した。
パットンは全国的な著名人になっており、南部知事協会、民主党知事協会、全国知事協会で連続して議長になった。ティナ・コナーのスキャンダルが暴露されたときも、全国知事会議の議長をしており、2002年11月に議長を辞める計画だった。それでも他の知事達がパットンの周りに集まり、その地位に留まるよう説得した。共和党員の副議長、アイダホ州のダーク・ケンプソーン知事と共に、大会を効率的に導き、州予算を支える連邦資金を確保し、メディケイドについて集会が党派でわれないように気をつけた。
コナーは2002年9月にパットンを訴え出た。2003年後半までに、パットンに対する告発の1つを除いて全てが取り下げられ、残ったのは「無礼な」行為とされるものになった。2003年3月、州行政府倫理委員会がコナーの言い分を捜査し、パットンを4件の倫理違反で告発し、パットンが「その地位を使いあるいは使おうとして」コナーに利益を提供したと非難した。その利益には、コナーの不利益な事業申請に関して州の運輸長官と接触したこと、コナーに交通違反切符を払わせるのを避けられるよう協力した役人に昇進を推薦したこと、コナーをケンタッキー州営宝くじの理事に指名したこと、コナーの当時の夫を農業開発委員に指名したことが、挙げられていた。パットンはかれがコナーのために要請した利益は、数多い有権者のために要請した利益と同じ種類のものだと主張した。また要請された利益のいずれからも財政的な利益を得ることはなかったとも主張した。有権者に対する自分の態度は「貴方が法に沿ってまた倫理的にやれるなら彼らを助ける」ものだと言っていた。

#### 別のスキャンダル、議会に対する影響力の喪失
全国的な経済状況の後退のために、2003年にケンタッキー州は厳しい歳入不足に陥った。パットンは州税制の総点検を提案し、それによって税収が州の経済回復に調子を与えることになると言った。しかし、そのような改革は必ずしも税収増を意味せず、2003年州知事選挙が迫って来るなかで、二大政党の議員は増税しないという誓約に厳密に固執することになった。その結果、2003年州議会で、議員達はパットンからの提案を完全に無視した予算を策定した。その予算には10年前に成立した選挙資金改革法案の撤廃が盛り込まれた。パットンは「私は議会に影響を及ぼすためにいかなる能力も無くした」と敗北を認めた。
パットンは知事として最後の数ヶ月で、その庇護者権限を悪用して批判を浴びた。批評家は、能力主義制度に乗らない職にあったその家族や友人を能力主義の地位に指名したことで、新しい政権になったときにその地位に留まる可能性を増したとして、パットンを非難した。これらの告発は特にその年前半に、州議会が予算の均衡化のために能力主義制度に乗らない職800人を削減するようパットンに命令しただけに、影響が大きかった。「レキシントン・ヘラルド・リーダー」は、これら告発がコーナー事件の告発よりも重大だったと述べていた。パットンは、その友人が能力主義の地位に申請して確保することために適切な人事手続きに従っていたと主張した。
2003年6月、パットンは1995年の州知事選挙で選挙資金法に違反したことで起訴中の男性4人に恩赦を発行した。その起訴は当時候補者だったラリー・フォージによって告発されたことから始まったものであり、パットンがトラック運転手組合と州民主党の費用を調整することで選挙資金法の適用を回避したとするものだった。フランクリン郡大陪審は1998年に起訴したが、1999年に巡回裁判所判事が選挙資金法は曖昧に過ぎるという根拠でそれらを却下していた。翌年控訴裁判所がその判断を逆転させ、2003年にケンタッキー州最高裁判所が５対1の票決でその起訴を維持させた。アメリカ合衆国最高裁判所は2003年6月13日にこの控訴に対する審問を拒否した。その2日後、パットンは４人全てに恩赦を発行した。州検事総長ベン・チャンドラーはこの恩赦によって、パットンが1995年に「正直に公然と」勝利したか否かを判断する可能性を無くしたと嘆いた。

## その後の人生
パットンは2004年に共和党アメリカ合衆国上院議員ジム・バニングに対抗して出馬することを考えていると公表していたが、その任期末近くに起きたスキャンダルによってその計画が阻害された。パットンは後継者の共和党員アーニー・フレッチャーが当選した後で、パイクビルに引退した。パイクビルの第一長老派教会の会員、ビッグサンディ地域経済開発委員会の委員、パイクビル・パイク郡工業経済公社の議長となった。ティナ・コナーのパットンに対する最後の告発は「無礼」行為だったが、2006年５月に判事によって取り下げられた。2006年10月、コナーがパットンに対して2回目の告訴を行い、公人による違法行為と政府の抑圧を問題にしていた。フランクリン郡判事は、コナーは最初の訴訟から主張を再度提示しているだけだと言って、この訴訟を却下した。
アーニー・フレッチャー知事は、2008年10月30日の儀式で、東ケンタッキーの国道119号線の一部をポール・E・パットン・ハイウェイと改名した。2009年2月1日、パットンはケンタッキー州高等教育委員会の議長に選ばれた。2009年8月12日、パイクビル・カレッジ（現在のパイクビル大学）の次期学長になると発表された。2009年9月、行政府倫理委員会は、ケンタッキー州高等教育委員会がケンタッキー州の私立大学をほとんど監督していないので、著しい利害の対立無しにパットンが両方の役割を遂行できるという助言的意見を出した。パットンは、自分以外の誰かにパイクビル大学と高等教育ケンタッキー州委員会の間の公式連絡役を任せ、「その私立大学を直接巻き込む、あるいは同様な状況にある他の私立高等教育期間とは異なる形でその機関に影響する」事項に関する議論から解放されるよう助言された。
2010年2月16日、パットンは正式にパイクビル大学大学学長に就任した。公的政策と指導力における傑出した客員講師としても機能している。2011年後半、パットンは、自分とケンタッキー州下院議長グレグ・スタンボが州議会に、パイクビル大学をケンタッキー大学システムの中の州が支援する9大学に加えることを検討するよう要請すると発表した。2011年12月30日、ケンタッキー州高等教育委員会からの辞任を発表し、2012年州議会で提案に関する利害の対立で告発される可能性を避けると言った。